# Bonaventure (Quebec)
Bonaventure es una ciudad de la provincia de Quebec, Canadá. Está ubicada en el municipio regional de condado de Bonaventure
y a su vez, en la región administrativa de Gaspésie–Îles-de-la-Madeleine. Hace parte de las circunscripciones electorales de Bonaventure a nivel provincial y de Gaspésie−Îles-de-la-Madeleine a nivel federal.

## Geografía
Bonaventure se encuentra ubicada en las coordenadas 48°03′00″N 65°29′00″O / 48.05000, -65.48333. Según Statistics Canada, tiene una superficie total de 104,15 km² y es una de las 1135 municipalidades en las que está dividido administrativamente el territorio de la provincia de Quebec.

## Demografía
Según el censo de 2011, había 2775 personas residiendo en esta ciudad con una densidad poblacional de 26,6 hab./km². Los datos del censo mostraron que de las 2673 personas que había en 2006, en 2011 el cambio poblacional fue un aumento de 102 habitantes (3,8%). El número total de inmuebles particulares resultó de 1294 con una densidad de 12,42 inmuebles por km². El número total de viviendas particulares que se encontraban ocupadas por residentes habituales fue de 1206.